# Polygrammodes circulalis
Polygrammodes circulalis là một loài bướm đêm trong họ Crambidae.